# Girolamo Dandini
Girolamo Dandini (Cesena, 26 de mayo de 1554, Forlì, 29 de noviembre de 1634) fue un jesuita, escritor y diplomático italiano.

## Vida
Cursó las humanidades en el Collegio Romano antes de entrar en la Compañía de Jesús. Tras sus estudios, la mayor parte en Roma, ensenó filosofía en el Colegio Clermont de Paris desde 1581 hasta tal vez 1585, y fue al de Padua, donde enseñó probablemente teología. Enviado como rector del colegio de Forlì en 1590, lo fue también del de Perugia desde 1593, mientras enseñaba filosofía.
En 1596, a propuesta del general Claudio Acquaviva, Clemente VIII lo nombró nuncio apostólico ante los maronitas de Monte Líbano. Acompanado del P. Fabio Bruni, Dandini llegó a su destino en septiembre del mismo año. En poco más de tres meses, cumplió su misión con gran competencia, demostrando su sentido de observación, comprensión y equilibrio de juicio acerca de los maronitas y sus ritos, y disipando toda prevención o duda sobre su actitud hacia la Santa Sede. Tras una breve visita a Tierra Santa, regresó (enero 1597) y llegó a Venecia en junio. Dos meses después, Dandini dio cuenta de su misión al Papa.
La prudencia demostrada por Dandini en esta misión movió a Acquaviva a confiarle otras. Lo nombró visitador (1597) de la provincia de Polonia y también su provincial (1599). En 1602, fue nombrado rector del escolasticado de Parma y, en 1605, del de Milán. En 1615 estaba en Forlì, tal vez por razones de salud. Dos años después, el P. General Mucio Vitelleschi lo envió de visitador (1617-1619) a las provincias francesas de Aquitania y Toulouse. Al volver a Roma, como procurador de la provincia de Venecia, el general le hizo regresar a esta provincia como visitador; luego, fue provincial (1621-1624) de la de Milán, finalmente rector del colegio de Forlì (1626-1631), donde siguió hasta su muerte, como confesor y consultor.
Su visita apostólica a los maronitas está bien documentada, gracias a un libro de Dandini, publicado póstumo por su sobrino nieto en 1656. La obra hizo fortuna, y se tradujo al francés, inglés, alemán y, hace más de medio siglo, al árabe.

## Obras
- De corpore animato (Paris, 1601).

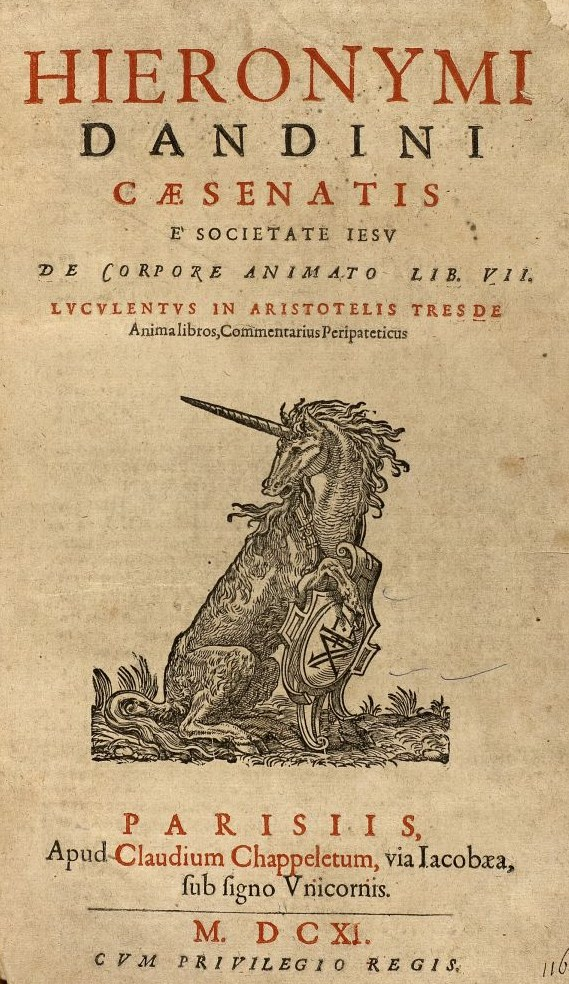
De corpore animato (Paris, 1601)

- Ethica sacra, hoc est de virtutibus et vitiis (Cesena, 1651).
- Missione apostolica al Patriarca, e Maroniti del Monte Libano... e sua pellegrinazione a Gerusalemme, ed. H. Dandini (Cesena, 1656).